# Андре Мішлен
Андре́ Жюль Арісті́д Мішле́н (André Jules Aristide Michelin; 15 січня 1853, Париж — 4 квітня 1931, Клермон-Ферран) — французький інженер і промисловець, випускник Вищої школи мистецтв і ремесел (École centrale Paris), співзасновник разом зі своїм братом Едуардом компанії з виробництва шин Michelin і засновник Червоного гіда Мішлен, творець разом з братом першої у світі змінної камерної шини з металічним кордом.

## Загальні відомості
1886 року 33-річний Андре Мішлен, відмовившись від кар'єри успішного паризького інженера, розпочав свій бізнес в Клермон-Феррані на базі занепадаючого бізнесу свого діда з продажу сільськогосподарського обладнання та певного асортименту вулканізованих гумових виробів, таких як ремені, клапани та труби.
Компанія діда Арістіда Барб'є, яка була створена 1832 року під назвою «Michelin et Cie», була на межі неплатоспроможності після смерті засновника.
Очоливши компанію, Андре запросив свого молодшого брата Едуарда на посаду генерального директора.
Хоча брати не мали жодного досвіду з продажу товарів і уявлення про те, з чого почати бізнес, вони важко працювали над пошуком свого шляху в бізнесі поки не зупинились на випуску велосипедних шин.
В кінці 1880-х років велосипедний спорт став популярною формою перевезень та хобі завдяки пневматичним шинам, які були 1888 року запатентовані Джоном Бойдом Данлопом (John Dunlop), на честь якого названа інша відома компанія з виробництва шин Dunlop Pneumatic Tyre Company.
До винаходу Данлопа велосипедні шини виготовляли із суцільної гуми. Тверді гумові шини, як правило, забезпечували невелику тягу і були незручними в користуванні. Недоліком революційних надувних шин Данлопа було те, що вони наглухо приклеювались до колеса.
1889 року один велосипедист звернувся до Едуарда за допомогою по ремонту велосипедної шини і час ремонту мав для нього велике значення. Тоді Едуард зрозумів, що для більш швидкого ремонту колеса потрібно, щоб шина була знімною і 1891 року брати запатентували знімну пневматичну шину.
Того ж року з такою шиною велогонщик Чарльз Терронт переміг на веломарафоні Париж — Брест — Париж, що стало найкращою рекламою, завдяки якій доходи компанії зросли в чотири рази.
Згодом компанія почала випускати і автошини. 1900 року Андре Мішлен для популяризації туризму на автомобілі (і тим самим сприяючи зростанню попиту на автошини), створює так званий «Червоний гід Мішлен» (Le Guide Rouge), відомий також під назвою «Червоний путівник», який згодом став одним з найбільш відомих і впливових ресторанних рейтингів, що має тризіркову систему оцінки. З 1909 року Андре почав видавати путівники в різних країнах світу.
1900 року він разом з братом Едуардом та іншими промисловцями заснував щоденну спортивну газету «Авто-вело» («l'Auto-Vélo»), яка згодом змінила назву на «Авто» («l'Auto»). Цим виданням керував відомий велогонщик і спортивний журналіст Анрі Дегранж. Газета видавалась до 1944 року.
Також Андре Мішлен був засновником аероклубу Франції.

## Родина
Був одружений з Софі Вольф (1858—1918), дочкою піаніста і власника відомої фабрики роялів Огюста Вольфа.